# 加藤正家
加藤 正家（かとう まさいえ、1871年12月22日（明治4年11月11日） - 1923年（大正12年）1月28日）は、大日本帝国陸軍軍人、三重県の首長。5代目三重郡富洲原村長→三重郡富洲原町長（1912年（大正元年）12月28日 - 1923年（大正12年）1月28日）を務めた。

## 経歴

### 軍歴
伊勢国朝明郡富田一色村に生まれる。
同村の一色学校を卒業後、明治24年12月に教導団に入団し、歩兵下士官として日清戦争に従軍する。日露戦争では名古屋歩兵第6連隊に所属し、南山の戦いで負傷。戦後は少尉に昇進し、歩兵第60連隊第1大隊第3中隊附を経て長野飯田連隊区司令部附を最後に陸軍中尉で1912年（大正元年）12月18日に予備役編入。

### 政治家
内務省からの任命で退役直後の12月28日に第5代三重郡富洲原村長となる。
伊藤平治郎・平田佐次郎と共に東洋紡績富田工場敷地となった大字松原小字塩役の土地買収に尽力した。また、松原地区（現在の四日市市冨州原町）の東洋町商店街・西元町商店街発展のために富洲原町長として富洲原商工会の副会長に就任した。
1923年（大正12年）1月1日に三重郡富洲原町長となるも、1月28日、富洲原町長の現職中にて死去した。

## 年譜
- 明治26年4月1日：2等軍曹
- 明治27年9月8日に任官して1等軍曹となる。
- 明治30年11月8日に任官して歩兵曹長となる。
- 明治35年5月1日に任官して特務曹長となる。
- 明治28年10月24日に日清戦争の功労による叙勲八等授瑞宝章及金50円、11月18日授従軍記章。[1]